# Atlas Werke
Atlas Werke était une entreprise allemande de construction navale, située à Brême.

## Histoire
L'entreprise a été fondée en 1902, sous le nom Norddeutsche Maschinen- und Armaturenfabrik, spécialisée dans la mécanique pour l'équipement des navires (treuils, pompes, etc). En 1905, la société récupère les terrains de l'AG Weser, une société de construction navale déménageant à Brême-Gröpelingen. En récupérant les bassins de l'ancien chantier naval la société se lance également dans la construction de bateaux.
Au début elle construit des petits bateaux puis à partir de 1919 des cargos. En 1911, la société se renomme Atlas Werke, l'activité principale restant la construction mécanique.

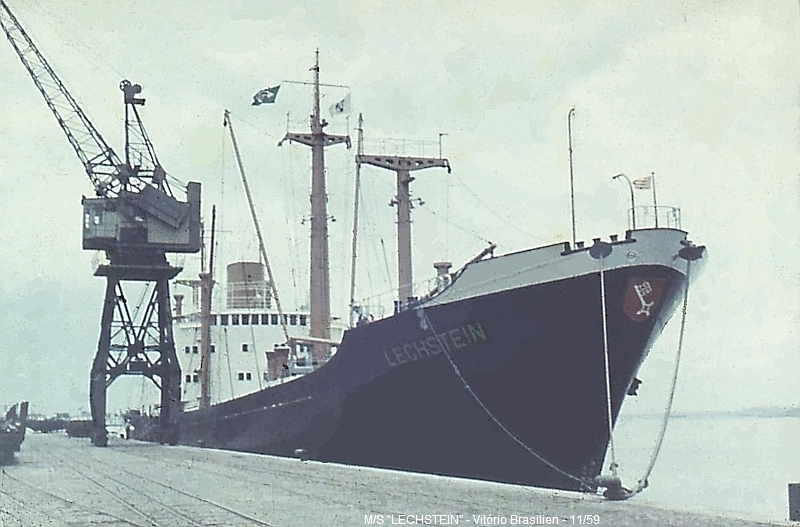
Lechstein

En 1958, la société réalise ses deux plus gros bateaux (Lechstein et Nabstein), une commande de la Norddeutscher Lloyd. 
En 1965, la partie mécanique et électronique est reprise par Krupp, avec l'absorption en 1966 de la société Maschinenbau Kiel, la société se renomme Krupp-Atlas Maschinenbau. La division électronique deviendra indépendante dans les années 90, et deviendra plus tard Atlas Elektronik. 
Dans la période 1965/66, la société livre à la marine allemande deux petits sous marins de type 202. En 1969, la construction navale est interrompue. Atlas Werke aura construit plus de 400 navires dont une trentaine pour la marine allemande.

## Constructions
Si au début la société construit essentiellement des allèges, des prames, des barges, des pontons, à partir de 1914 elle se lance dans la construction de cargos, remorqueurs et petits navires. En 1915, elle réalise des torpilleurs et en 1916 un U-Boot de type U 151 pour la Kaiserliche Marine, le U-156. 
De 1942 à 1945, la société livre à la Kriegsmarine dix dragueurs de mines.
Après la guerre, Atlas Werke a également commencé à fabriquer des sondeurs acoustiques et d’autres instruments nautiques. 